# 遊戲行動輪
遊戲行動輪(Rondel)，是德式桌上遊戲的一種遊戲機制，用切分多塊的圓派狀圖表示，玩家繞圓移動自己的指示物至某區塊，表示可執行何種行動、取得何些資源、或控制何塊區域等，有這種機制的版圖遊戲如帝國霸權、大國崛起2030。